# Юзеф Висоцький

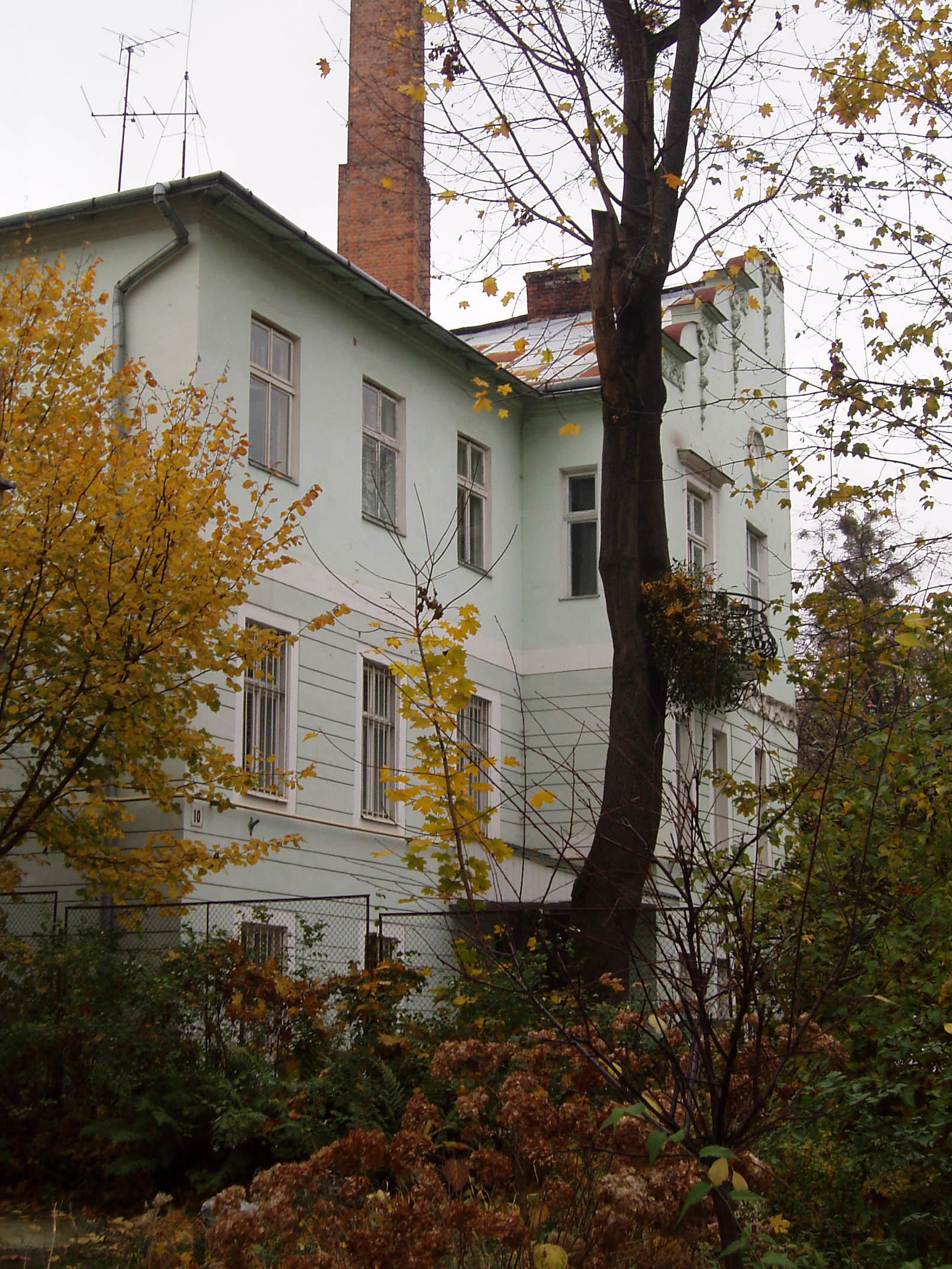
Вілла на вул. Горбачевського, 10 у Львові

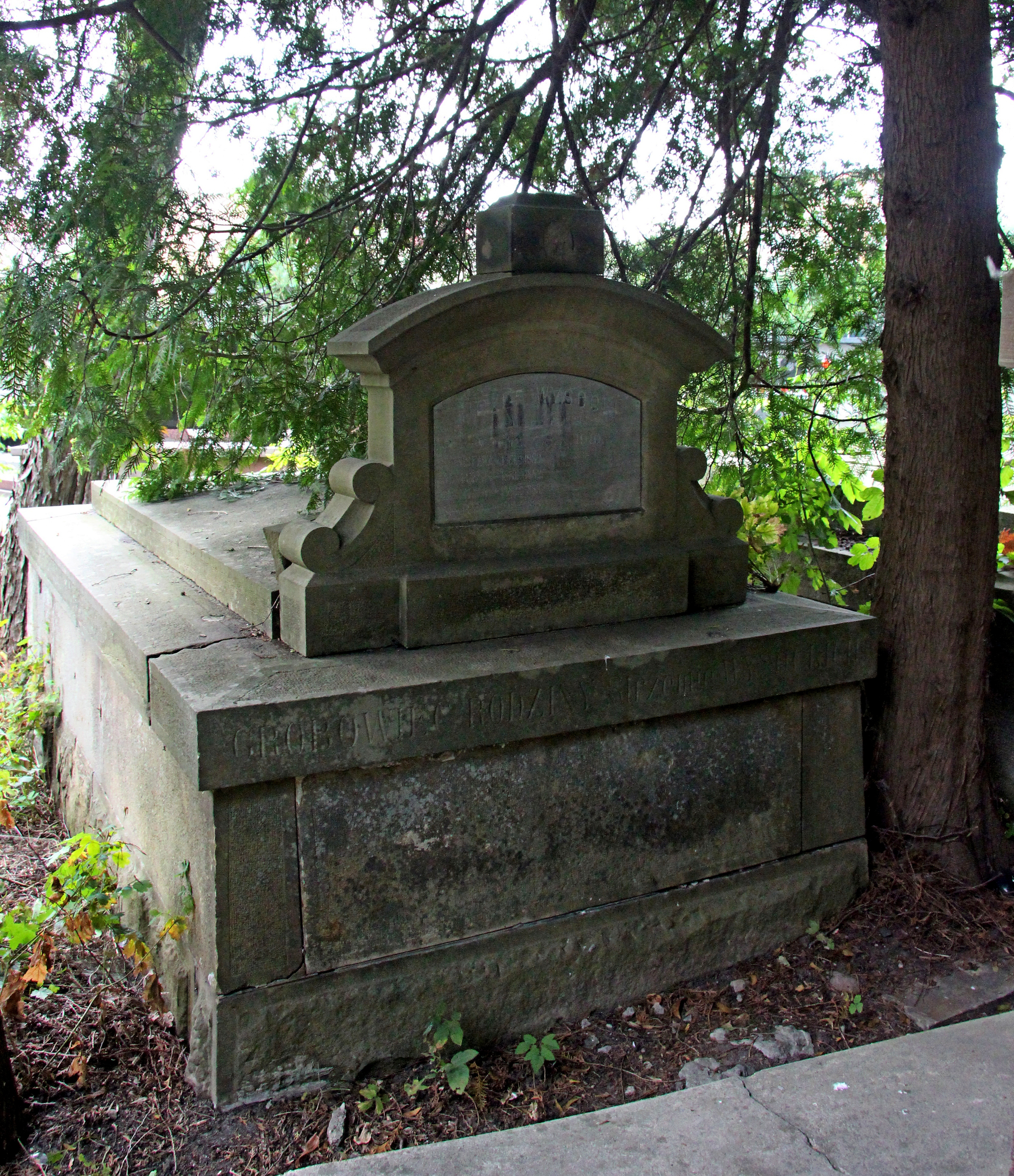

Юзеф Стшемє Висоцький (пол. Józef Strzemię Wysocki; 1842 — 9 вересня 1910, Львів) — архітектор, залізничний інженер.
Учасник січневого повстання 1863 року. Закінчив львівську Технічну академію, навчався у Віденській політехніці. Від 1872 року працював інженером на львівській залізниці, де став зокрема старшим інспектором. Від 1894 року член Політехнічного товариства у Львові. У 1898–1904 роках брав участь у будівництві нового залізничного вокзалу у Львові (проект Владислава Садловського). На вулиці Ісаковича, 10 у Львові (нині вулиця Горбачевського) збудував власну віллу у стилі сецесії. Помер 9 вересня 1910 року. Похований на 59 полі Личаківського цвинтаря у Львові.